# Matraba

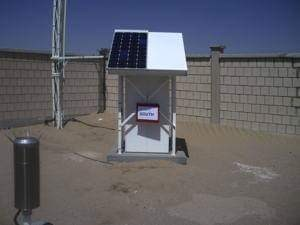
Matrabas väderstation.

Matraba (arabiska: مطربة) är ett öde och ofruktbart område i provinsen al-Jahra i norra Kuwait. Det innehar för tillfället det asiatiska värmerekordet, det vill säga den högsta temperatur som någonsin registrerats i Asien. Det kommer från den 15 juni 2010 när kvicksilvret steg till 54°C.